# 布萊恩·詹姆斯·巴恩斯
布萊恩·詹姆斯·巴恩斯 (1933年3月23日 – 2017年5月9日)是一个罗马天主教會大主教。
出生于澳大利亚，1958年，巴恩斯被任命为教士。 他在1987年至1997年间担任巴布亚新几内亚艾塔佩罗马天主教教区主教。 他在1997年到2008年间担任莫尔兹比港罗马天主教教区总主教。